# ولادیمیر ترتچیکف
ولادیمیر ترتچیکُف (روسی: Владимир Григорьевич Третчиков; ۲۶ دسامبر ۱۹۱۳ – ۲۶ اوت ۲۰۰۶) نقاش اهل روسیه بود. او نقاشی خودآموخته بود که از مکتب رئالیسم پیروی می‌کرد. آثارش که عموماً الهام‌گرفته از زندگی در سنگاپور، اندونزی و آفریقای جنوبی بودند شدیداً مورداقبال عمومی قرار می‌گرفت اما از سوی منتقدان نمونه‌هایی مثال‌زدنی از کیچ به‌شمار رفته‌اند. مشهورترین اثرش دختر چینی نام دارد.